# Franciszek Tepa

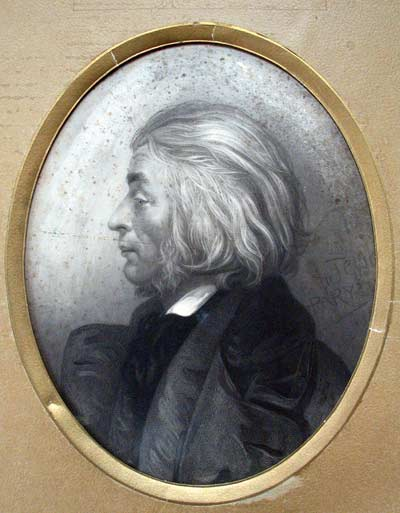
Portret Adama Mickiewicza (c.1855-60)

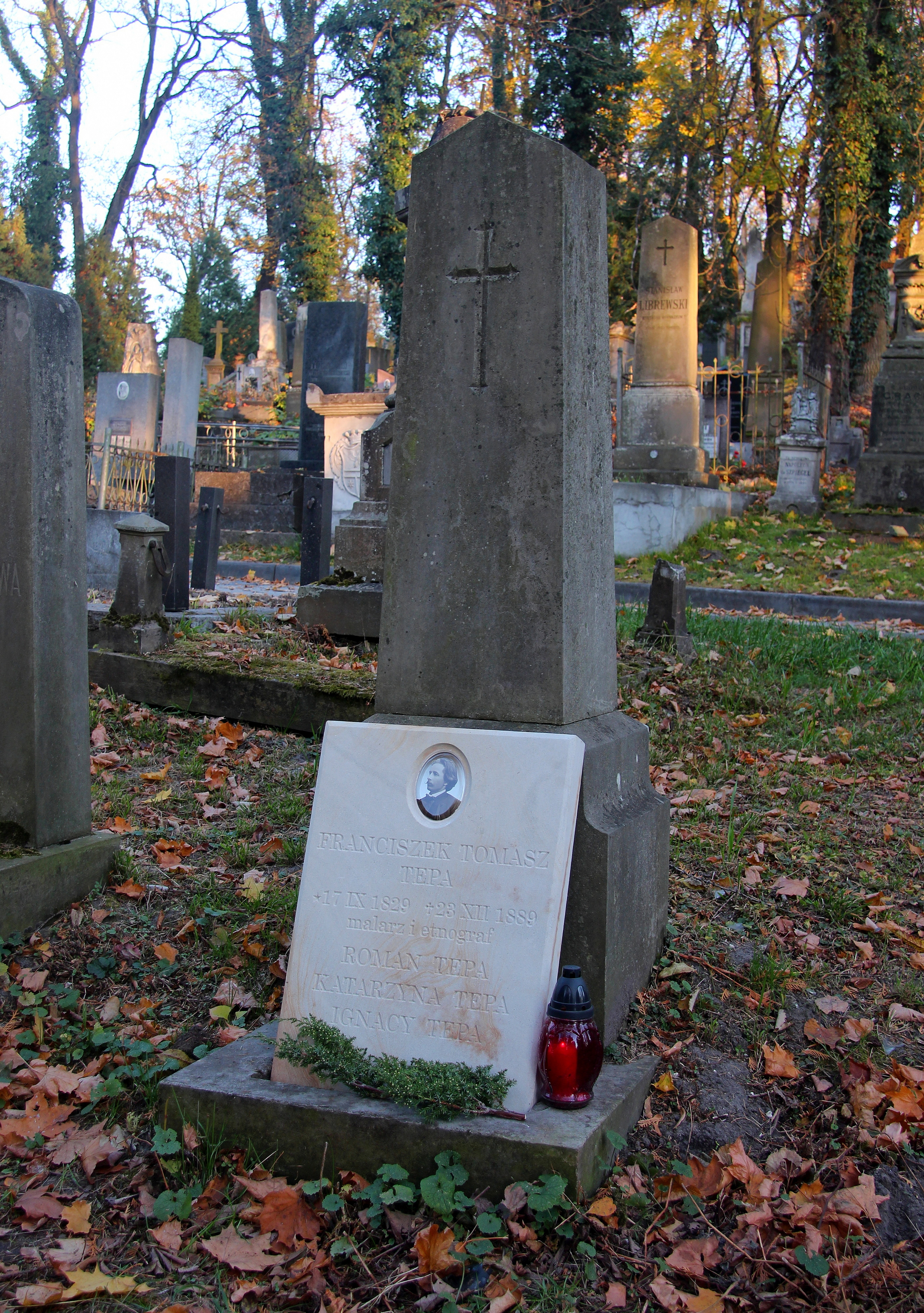

Franciszek Tomasz Tepa (także Teppa) (ur. 17 września 1829 we Lwowie, zm. 23 grudnia 1889 tamże) – polski malarz i etnograf.

## Życiorys
Był synem lwowskiego cukiernika Tomasza i Katarzyny ze Szpoynarowskich. W latach 1842–46 studiował malarstwo w lwowskiej Akademii Stanowej u Jana Maszkowskiego, a także w Akademii Sztuk Pięknych w Wiedniu, Akademii Sztuk Pięknych w Monachium i Akademii w Paryżu.
Uczestnik Wiosny Ludów podczas pobytu w Wiedniu. W tym mieście podczas nauki na Akademii zasłynął ze swych miniatur na kościach słoniowych, które były zamawiane przez sam dwór bawarski.
W 1852 wraz z hrabią Adamem Potockim, jego żoną, oraz z publicystą krakowskim Maurycym Mannem odbył podróż do Grecji, Egiptu i Palestyny, czego wynikiem były jedne z pierwszych dzieł o tematyce orientalnej w polskim malarstwie. Z wyprawy tej Tepa przywiózł także tzw. "rączkę egipskiej księżniczki ozdobioną pierścieniem", której w posiadanie miał wejść podczas eksploracji jednego z egipskich grobowców. Eksponat ten po jego śmierci był wystawiony w ekspozycji stałej w lwowskim Ossolinem. Dzisiejszy jego los pozostaje nieznany. W 1855 roku wyjechał do Paryża, gdzie namalował portrety Mickiewicza, Lenartowicza, Goszczyńskiego i Krasińskiego.
Po powrocie z Paryża w 1858 zamieszkał na stałe we Lwowie, tworząc studia typów ludowych i widoków okolic dla hrabiego Włodzimierza Dzieduszyckiego. W 1872 roku otrzymał propozycję profesury na krakowskiej Akademii Sztuk Pięknych, którą z powodu przywiązania do Lwowa odrzucił.
Franciszek Tepa zmarł w uwielbionym Lwowie i tam też został pochowany na miejscowym Cmentarzu Łyczakowskim.

## Twórczość
Malował głównie portrety akwarelowe, miniatury portretowe na kościach słoniowych, obrazy ludowe i orientalistyczne.
Uczniem Tepy był m.in. Franciszek Żmurko. Także bratanek Franciszka, Bruno Tepa zasłynął jako słynny lwowski malarz.
Jego dzieła znajdują się w zbiorach m.in. Lwowskiej Galerii Sztuki, które po zakończeniu II wojny światowej i zmianie granic państwowych nie zostały zwrócone, wraz z innymi bezcennymi zabytkami kultury polskiej, Państwu Polskiemu jako prawowitemu właścicielowi. Także W Muzeach Narodowych w Krakowie, Warszawie, Wrocławiu i w licznych zbiorach prywatnych.
Życiu i twórczości Franciszka Tepy poświęcona jest monografia Michała Domańskiego Ze studiów nad malarstwem lwowskim w XIX wieku. Franciszek Tomasz Tepa i jego krąg (1985).